# Kripfling
Kripfling ist ein Gemeindeteil der Stadt Parsberg im Landkreis Neumarkt in der Oberpfalz.

## Geographie
Die Einöde Kripfling liegt rund 3,5 km südlich des Ortskerns von Parsberg. Der nächstgelegene Gemeindeteil von Parsberg ist das Dorf Willenhofen, welches 1,6 km südöstlich des Gehöftes liegt. Kripfling hat vier Einwohner.

## Geschichte
Vorgeschichtliche Grabhügel und Funde aus der Bronzezeit zeugen von der frühen Besiedelung der Gegend bei Kripfling.
Am 8. Februar 1309 werden einem Dietrich von Parsberg verschiedene Güter zugesprochen, darunter auch zwei Huben in Chrumpfingen. Damit könnte das Gehöft Kripfling gemeint sein. Bereits vor dem Jahr 1500 führte der Fernweg von Regensburg nach Nürnberg über Hemau, Willenhofen und Kripfling in Richtung Neumarkt.
Ab 1808 wurde Kripfling zusammen mit Willenhofen und Mannsdorf als Steuerdistrikt dem Landgericht Parsberg zugeteilt. Nach dem Gemeindeedikt vom 17. Mai 1818 wurde in den Jahren 1818 bis 1821 die Ruralgemeinde Willenhofen gebildet, zu der dann auch das Gehöft Kripfling gehörte. Damit verbunden war auch die Zuordnung zum Landgericht Parsberg. Am 1. Januar 1972 wurde Kripfling zusammen mit Willenhofen aufgrund der Gebietsreform in Bayern zur Stadt Parsberg eingemeindet.